# Witalis i Agrykola
Witalis i Agrykola (wł. Vitale e Agricola; zm. ok. 304 w Bolonii) – męczennicy wczesnochrześcijańscy, święci Kościoła katolickiego.

## Życiorys
Witalis był wyzwoleńcem z Bolonii. Żył na przełomie III i IV wieku. Był niewolnikiem św. Agrykoli, który po nawróceniu się zwrócił mu wolność i doprowadził do jego nawrócenia. Podczas prześladowań za panowania Dioklecjana (284–305) obaj zostali aresztowani. Najpierw na oczach Agrykoli torturowano i zabito Witalisa, potem również samego Agrykolę.

## Kult świętych
W 393 roku św. Ambroży z Mediolanu dokonał elewacji relikwii obu świętych, co ujął we wstępie swojej pracy De exhortatione virginitatis. Również Paulin z Noli (zm. 431) i Wiktryk z Rouen (zm. po 404) świadczyli o ich kulcie, który rozprzestrzenił się poza obszar Bolonii.
W V wieku konsekrowano kościół pod wezwaniem świętych w Rzymie, w Bolonii (obecnie w kompleksie Basilica di Santo Stefano), a w VI wieku – w Rawennie (Basilica di San Vitale ). Z tego względu męczeństwo św. Witalisa utożsamiane jest często z Mediolanem jak i z Rawenną.
W Polsce istnieją także kościoły i parafie pod wezwaniem św. Witalisa, męczennika:
- kościół św. Witalisa we Włocławku,
- parafia św. Witalisa Męczennika w Tuszynie.

Wspomnienie liturgiczne świętych Witalisa i Agrykoli obchodzone jest za Martyrologium Rzymskim 4 listopada.
Ich relikwie spoczywają w sarkofagach bazyliki w Bolonii. Relikwie św. Witalisa znajdują się też w kaplicy kościoła św. Franciszka na Nowym Mieście w Warszawie, gdzie trafiły jako donacja Benedykta XIV.
W ikonografii przedstawiani są wspólnie w szatach z epoki. Wspólne dla obydwóch świętych atrybuty to palma męczeństwa i trzymany wspólnie model świątyni, być może bolońska katedra pod wezwaniem św. Stefana w której są relikwie świętych, nawiązuje do ustanowienia świętych patronami Bolonii. Ponadto a Agrykolą związane są atrybuty symbolizujące męczeństwo i tortury jakim był poddany przed śmiercią w postaci gwoździ którymi był przybijany do krzyża oraz topora i miecza.